# Royal City
Royal City es una ciudad ubicada en el condado de Grant en el estado estadounidense de Washington. En el año 2000 tenía una población de 1.823 habitantes y una densidad poblacional de 558,2 personas por km².

## Geografía
Royal City se encuentra ubicada en las coordenadas 46°54′7″N 119°37′38″O / 46.90194, -119.62722.

## Demografía
Según la Oficina del Censo en 2000 los ingresos medios por hogar en la localidad eran de $28.529, y los ingresos medios por familia eran $29.821. Los hombres tenían unos ingresos medios de $19.643 frente a los $22.917 para las mujeres. La renta per cápita para la localidad era de $9.502. Alrededor del 26,7% de la población estaban por debajo del umbral de pobreza.